# Speak Now (canción)
«Speak Now» —en español: «Habla Ahora»— es una canción interpretada por la cantautora estadounidense Taylor Swift. Se lanzó como un sencillo promocional de su tercer álbum de estudio, Speak Now (2010), el 5 de octubre de 2010 por medio de descarga digital por la compañía discográfica Big Machine Records. Swift la compuso mientras que la producción estuvo a cargo de ella misma acompañada por el productor discográfico estadounidense Nathan Chapman. En la canción, Swift habla sobre la interrupción de una boda, después de conversar con su amiga, cuyo exnovio pronto se casará con otra persona, y que sueña acerca de que una de sus propios exnovios se casa con otra chica. La guitarra acústica hace parte de la instrumentación y es una narración de la perspectiva de una persona que interrumpe la boda de su examor en un intento de reconquistarlo.
La canción recibió comentarios generalmente positivos por parte de los críticos contemporáneos, quienes alabaron su letra. La canción entró en el top 10 de las listas Canadian Hot 100 y Billboard Hot 100, en donde alcanzó el número 8 en ambas listas. Esto marcó su sexto debut entre los diez primeros lugares en el Hot 100, convirtiéndola así en la única artista en tener ese tipo de debuts. También entró en las listas de Australia y Nueva Zelanda. Swift la interpretó durante varios eventos, incluyendo The Late Show with David Letterman y su gira Speak Now World Tour (2011-12).

## Composición e inspiración

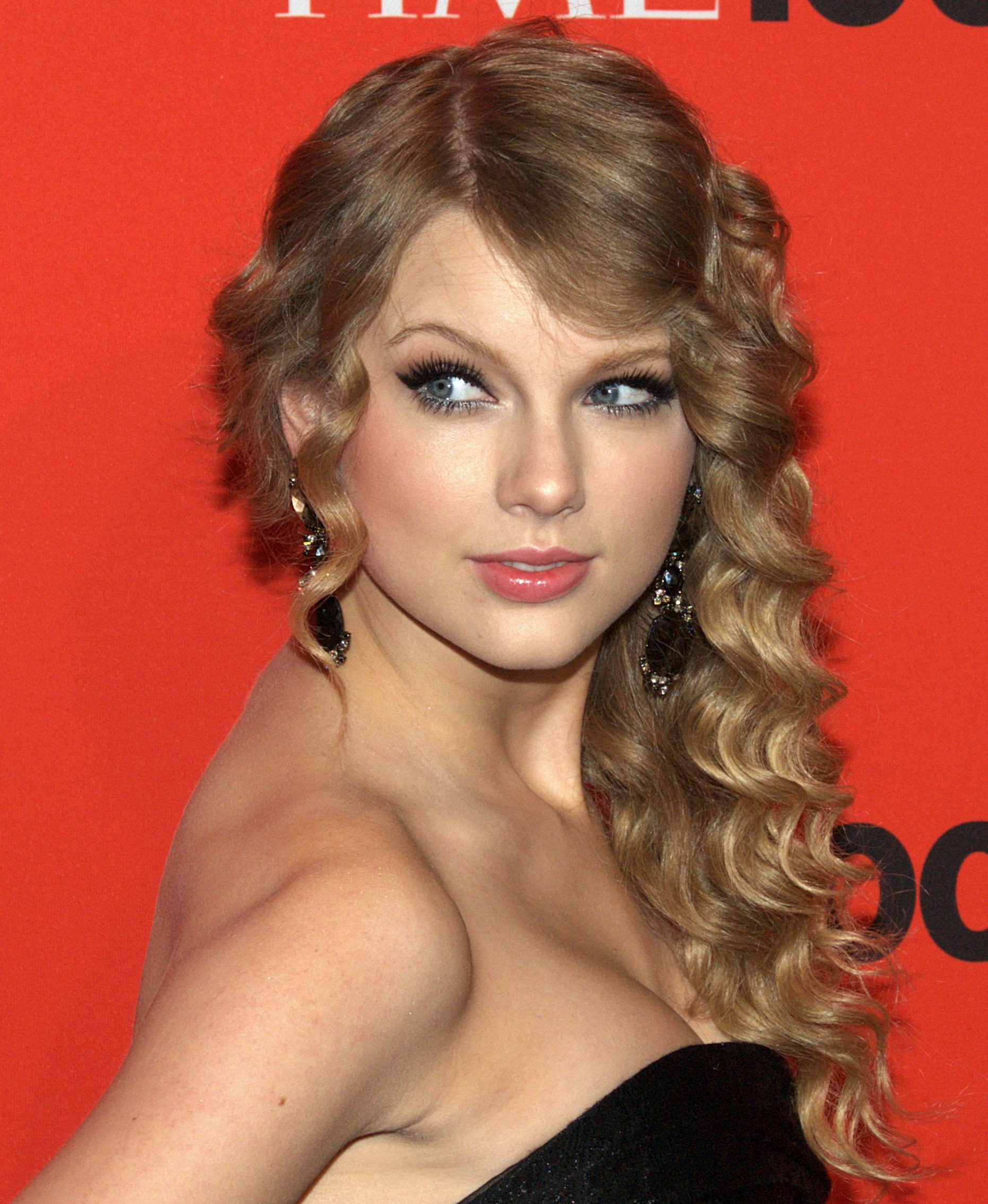
Swift se inspiró en la relación fallida de una amiga al componer «Speak Now».

Swift escribió «Speak Now», al igual que los otros temas del álbum. La canción fue inspirada por la historia de una amiga y su novio de secundaria. La pareja se separaron después de la secundaria - con la idea de que iban a volver a estar juntos. Un día, la amiga de Swift le informó que su novio de secundaria se casaría. «Él había conocido a una chica [...] que hizo que él deje por completo de hablar con todos sus amigos, y familia. Ella lo tenía completamente aislado», dijo Swift. La cantante le preguntó a su amiga que si quería «hablar ahora». Perpleja, su amiga le pidió una explicación, y ella respondió: «Tu sabes, interrumpir en la iglesia. "Habla ahora o calla para siempre". Iré con ustedes. Voy a tocar la guitarra. Sería genial». A la amiga de Swift le pareció gracioso, riéndose de la idea.
Después de hablar con su amiga, Swift se volvió profundamente obsesionada con la idea de lo trágico que sería que la persona que uno amaba se casara con otra persona. Esa noche, Swift tuvo un sueño en el que uno de sus exnovios se casaba con otra chica. Para ella, esta señalaba que tuvo que componer una canción sobre la interrupción de una boda. En retrospectiva, ella concluyó: «Para mí, me gusta pensar que es el bien y el mal. Y esta chica es sólo completamente - la maligna». Swift titula el álbum después de «Speak Now», ya que encaja el concepto del álbum, con cada canción que es una confesión diferente para una persona. Ella dijo: «Se llama Speak Now, y eso pertenece al álbum como un concepto y como un tema completo del disco más de lo que yo puedo decir». La canción se lanzó como sencillo promocional el 5 de octubre de 2010 como parte de la cuenta regresiva de Speak Now, como parte de una campaña exclusiva lanzada por la tienda iTunes.

## Descripción
«Speak Now» es una pista country pop con una duración de cuatro minutos y cinco segundos (4:05). Tiene una composición de música pop dominante, entrelazada con diversos elementos de country. La canción se encuentra en compás común y tiene un tempo moderado de 120 pulsaciones por minuto. Está escrita en la tonalidad de sol mayor y el registro vocal de Swift abarca dos octavas, desde la2 a re4. La voz de Swift comienza en voz baja, poco a poco su vez crece en algún punto de la banda vocal en el título de la canción. La canción cuenta con un twangy diferente, fuertes hooks vocales, similares a «You Belong with Me». «Speak Now» sigue la progresión armónica sol-re-la m-do.
En la letra de «Speak Now», Swift narra acerca de interrumpir la boda de su ex-amor en un intento por reconquistarlo. Las primeras líneas reconocen que, aunque fuera de carácter, Swift sigue enamorada de su antigua pareja y quiere asegurarse de que no se case con la chica equivocada. A lo largo de los versos de la canción, Swift se cola en la boda y describe sus observaciones mientras una orquesta interpreta la Marcha nupcial. En el estribillo, la cantante le suplica a su exnovio a no decir sus votos con el fin de huir con ella. El puente tiene a Swift respondiendo a la llamada del sacerdote de «Hable ahora o calle para siempre» antes de repetir las primeras líneas. El último estribillo se altera, con Swift narra desde la perspectiva del novio y de informar a Swift que en verdad huirán juntos.

## Recepción crítica

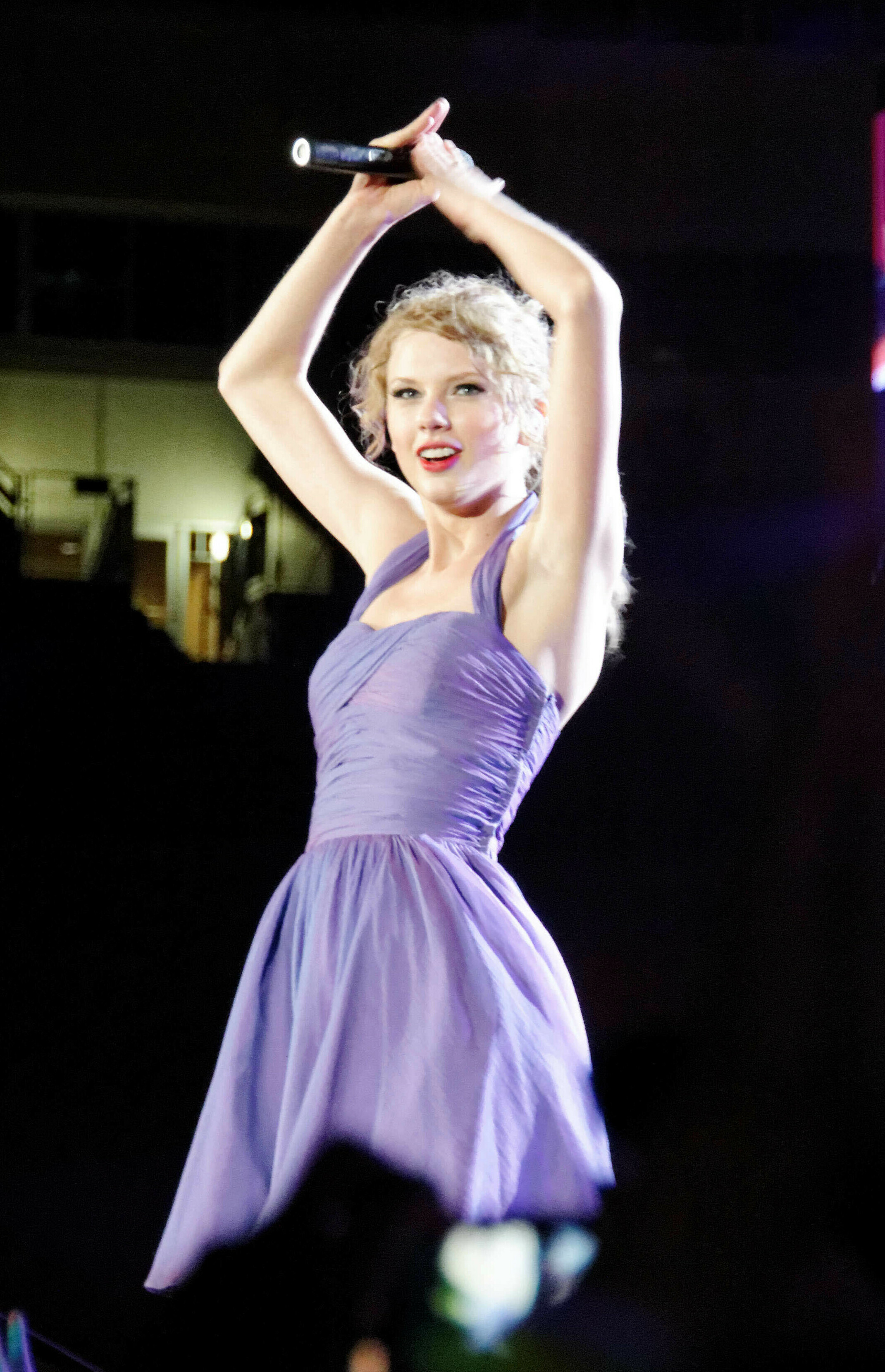
Swift interpretando la canción durante la gira Speak Now World Tour (2011-12).

La canción recibió una respuesta generalmente favorable por parte de los críticos contemporáneos. Simon Vozick-Levinson de Entertainment Weekly consideró a «Speak Now» como una de las mejores canciones de Swift y la describió como «expertamente pegadiza». Él también dijo: «Su entrega expresiva de la letra hace que cualquier deficiencia sea una técnica de vocalista». Vozick-Levinson concluyó que no podía dejar de tocar la canción después de que él la oyó. Bill Lamb de About.com dijo que la canción era «brillante». Y añadió: «La canción es dulce, divertida, malcriada, y nerviosa, todo al mismo tiempo. Taylor Swift sigue siendo una de nuestras letristas jóvenes más talentosas». Jonathan Keefe de Slant Magazine cree que «Speak Now» ejemplifica la incapacidad de Swift de «escribir con autoridad» sobre diferentes cosas, como sus sueños, sentimientos o actitudes de los chicos.

## Recepción comercial
El 23 de octubre de 2010, «Speak Now» debutó en el número ocho de la lista estadounidense Billboard Hot 100 con 217 000 descargas digitales en su primera semana. Esto convirtió a Swift en la primera artista en tener seis debuts en el top diez de la lista, superando a Mariah Carey con cinco desde 1995 hasta 1998. También obtuvo las posiciones dos y cincuenta y ocho en los conteos Hot Digital Songs y Hot Country Songs, respectivamente. La Recording Industry Association of America (RIAA) certificó con disco de oro a «Speak Now» por 500 000 copias distribuidas en Estados Unidos. En Canadá, también debutó en el número ocho en la lista Canadian Hot 100. Fuera de Norteamérica, «Speak Now» debutó en el número veinte en la lista de sencillos de Australia. Asimismo, también logró la posición número treinta y cuatro en Nueva Zelanda.

## Presentaciones en vivo
Swift interpretó «Speak Now» por primera vez en The Late Show with David Letterman en la semana de lanzamiento del álbum. Asimismo, también la presentó como parte de una gira promocional de Speak Now. La pista fue incluida en el repertorio de la segunda gira mundial de la cantante, Speak Now World Tour (2011-12). Durante la presentación, se utilizó un «acto teatral» en donde se simulaba una boda, siguiendo la línea argumental de la canción. Ella estaba vestida con un vestido azul «de estilo años 60». De acuerdo con Jocelyn Vena de MTV News, la presentación fue «un momento muy teatral» en el que «Swift actuó a arruinar una boda. Ella finalmente le robó el novio, mientras canta[ba] la canción, y [al final] la pareja recorrió la multitud». Varias actuaciones de la canción se grabaron y se incluyeron como parte del vídeo musical de «Sparks Fly». Finalmente, se incluyó en el primer álbum en vivo de Swift, titulado World Tour Live: Speak Now (2011).

## Listas y certificación
| País (Lista)                        | Mejor posición |
| ----------------------------------- | -------------- |
| Australia (ARIA Singles Chart)      | 20             |
| Canadá (Canadian Hot 100)           | 8              |
| Estados Unidos (Billboard Hot 100)  | 8              |
| Estados Unidos (Hot Digital Songs)  | 2              |
| Estados Unidos (Hot Country Songs)  | 58             |
| Nueva Zelanda (RIANZ Singles Chart) | 34             |

| País           | Certificación |
| -------------- | ------------- |
| Estados Unidos | Oro           |